# (91) Aegina
(91) Aegina – planetoida z pasa głównego planetoid okrążająca Słońce w ciągu 4 lat i 62 dni w średniej odległości 2,59 j.a. Została odkryta 4 listopada 1866 roku w obserwatorium w Marsylii przez Édouarda Stephana. Nazwa planetoidy pochodzi od Ajginy, nimfy w mitologii greckiej.